# (4256) Kagamigawa
(4256) Kagamigawa (1986 TX) – planetoida z pasa głównego asteroid okrążająca Słońce w ciągu 3,61 lat w średniej odległości 2,35 j.a. Odkryta 3 października 1986 roku.